# 江東区立明治小学校
江東区立明治小学校（こうとうくりつ めいじしょうがっこう）は、東京都江東区深川二丁目に所在する区立小学校。
2022年、開校150年を迎える。

## 概要
1873年に開校。全校生徒数860名（1年150名・2年160名・3年130名・4年129名・5年144名・6年147名、2022年度）。元は附属幼稚園もあった(明治幼稚園)。また、男女別学のときもあった。

## 沿革
- 1870年3月12日 - 儒学者村松溪翁が深川亀住町陽岳寺に深川閭校（明明館）開校。
- 1873年5月17日 - 学制により深川閭校を村松学校と改称、第6中学区三番小学校として開校。
- 1877年5月17日 - 現在地に校舎落成、明治小学校と改称。
- 1886年11月25日 - 皇太子嘉仁親王（大正天皇）が行啓。
- 1890年8月 - 明治同窓会創立。
- 1920年10月11日 - 明治第二尋常小学校開校に伴い、本校の女子児童転学。男子校となる。
- 1923年9月1日 - 関東大震災に伴い本校・付属幼稚園全焼。
- 1941年4月1日 - 明治国民学校と改称。
- 1944年8月21日 - 新潟県岩船郡上村・瀬波町・祥納町・女川村へ集団疎開。
- 1945年3月10日 - 東京大空襲に伴い避難者収容・救護の拠点となる。
- 1946年3月14日 - 集団疎開児童全員が復帰。
- 1947年4月1日 - 江東区立明治小学校と改称。
- 1972年5月17日 - 創立100年記念式典挙行、常陸宮正仁親王夫妻臨席。
- 1981年3月14日 - 鉄筋4階建校舎竣工、記念式典挙行。
- 1996年9月30日 - 校舎大規模改修竣工。
- 1997年3月28日 - 屋内運動場・校舎外部改修竣工。
- 1998年11月28日 - 全日本バンドフェスティバルにて3年連続優秀賞受賞。
- 1999年10月31日 - 第14回国民文化祭ぎふ'99にマーチングバンド参加（小学校として全国より1校選出）。
- 2000年11月18日 - 全国バンドフェスティバルにて優秀賞・グッドサウンド賞受賞。
- 2001年11月23日 - 全国バンドフェスティバルにて優秀賞受賞。
- 2002年
  - 4月1日 - 江東区立白河小学校を統合。
  - 11月16日 - 創立130年記念式典挙行。皇太子・同妃雅子臨席。
  - 11月23日 - 全国バンドフェスティバルにて優秀賞・グッドサウンド賞受賞。
- 2003年10月15日 - 第18回国民文化祭やまがた2003にマーチングバンド参加。
- 2004年
  - 2月12日 - 学校歯科保健優良校表彰。
  - 11月18日 - 中華人民共和国教育関係者視察団訪問。
- 2005年
  - 2月14日 - アスレチックコンビネーション完成。
  - 4月1日 - 学校給食民間委託。
  - 9月22日 - 日独学生交流にてドイツの大学生訪問。
  - 11月4日 - 区教育委員会　平成16、17年度研究協力校発表会（英語活動）。
  - 11月9日 - 全国マーチングバンドフェスティバルにて優秀賞・グッドサウンド賞受賞。
- 2006年2月16日 - 学校歯科保健優良校表彰。
- 2007年10月6日 - 東日本学校吹奏楽大会において大会実行委員長賞受賞。
- 2008年11月 - 全日本バンドフェスティバルにおいて銀賞
- 2009年
  - 11月 - 全日本バンドフェスティバルにおいて銅賞
  - 12月8日 - 中華人民共和国教育関係者視察団来校
- 2010年
  - 2月23日 - 体育館棟改修完成
  - 3月23日 - 校庭改修完成
  - 11月20日 - 全日本バンドフェスティバルにおいて銀賞
- 2012年11月17日 - 全日本バンドフェスティバルにおいて銀賞
- 2022年11月19日 - 全日本バンドフェスティバルにおいて銀賞

## 主な出身者
- 長谷川如是閑（転校）
- 小津安二郎（転校）
- 石井健吾
- 鹿島卯女
- 光永亮太
- 染谷将太
- 山本鉱太郎
- 近藤華

## 交通
- 東京メトロ東西線・都営地下鉄大江戸線門前仲町駅徒歩7分
- 東京メトロ半蔵門線・都営地下鉄大江戸線清澄白河駅徒歩9分
- 都営バス東22・都07「門前仲町」徒歩7分、門33「深川二丁目」徒歩2分